# Jaú
Jaú è un comune del Brasile nello Stato di San Paolo, parte della mesoregione di Bauru e della microregione di Jaú. 

## Descrizione
Si trova nella regione centrale dello stato, ad una latitudine di 22º17'44" sud e ad una longitudine di 48º33'28" ovest, a 541 metri sopra il livello del mare e a 296 km dall'omonima capitale dello stato. Il comune è composto dal capoluogo (che comprende il quartiere rurale di Vila Ribeiro) e dai quartieri di Potunduva e Pouso Alegre de Baixo. Appartiene alla Regione Geografica Intermedia di Bauru e alla Regione Geografica Immediata di Jaú. La sua popolazione è di 133 497 abitanti, secondo il censimento demografico effettuato dall'IBGE nel 2022.

## Religione
Il Cristianesimo è presente nel comune come segue:

### Cattolicesimo
La chiesa cattolica ha posto nel comune la sede della diocesi di Jaú, eretta da papa Francesco il 26 giugno 2024.

### Protestantesimo
In città sono presenti le credenze evangeliche più diverse, principalmente pentecostali, compresa la Chiesa Assemblee di Dio brasiliana (la più grande chiesa evangelica del paese), Chiesa Congregazione cristiana nel Brasile, tra gli altri. Queste denominazioni crescono sempre di più in tutto il Brasile.